# 喻成龙
喻成龍，字武功，汉军正蓝旗，奉天人。

## 生平
荫生出身。曾擔任安徽建德县知县、池州府知府、江西临江府知府、山东按察使、布政使，太常寺卿、大理寺卿、刑部右侍郎。康熙四十二年（1703），出任湖广总督。

## 著作
著作有《塞上集》、《九华山志》十二卷、《西江草》一卷。